# Tomáš Pešina z Čechorodu

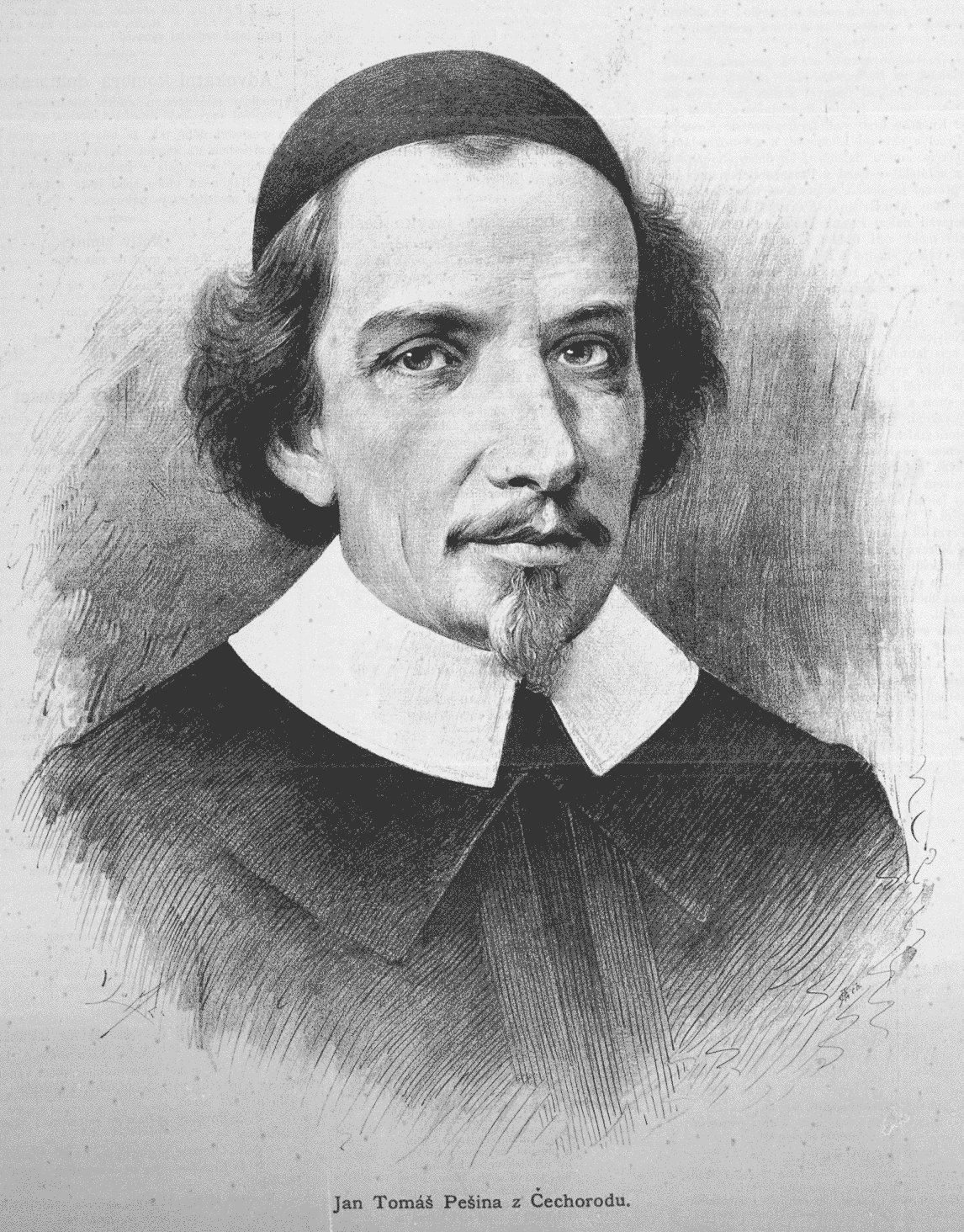
Tomáš Pešina z Čechorodu

Tomáš Pešina z Čechorodu, född 19 september 1629 i Počátky, död 3 augusti 1680 i Prag, var en tjeckisk historieskrivare.
Pešina z Čechorodu studerade vid jesuitkonviktet i Prag och blev baccalaureus i teologi samt prästvigd 1653. Han utgav ett utförligt arbete om Mähren, Prodromus Moravographiæ to jest Předchŭdce Moravopisu (fem delar, 1663), som skaffade honom titeln mährisk historiograf. Samma år trycktes på latin hans Ucalegon Germaniæ, Italiæ et Poloniæ Hungaria, flamma belli Turcici ardens, en politisk skrift om turkfaran i Europa.
År 1666 blev han domherre i Prag och utnämndes av kejsaren till titulärbiskop av Smederevo. Hans Phosphorus septicornis (1673) är en strängt katolsk studie av Sankt Vituskatedralens historia. Av hans fortsatta mähriska studier blev endast första delen färdig, Mars Moravicus (1677); andra delen, som blott föreligger i manuskript, innehåller ett värdefullt material till trettioåriga krigets historia.